# Riksvei 4
De riksvei 4 is een nationale weg in Noorwegen, gelegen in de provincies Oslo, Akershus en Innlandet. De lengte van de weg bedraagt zo'n 140 km. De weg dient als een alternatieve verbinding van Oslo naar Lillehammer. Zo'n 27 km voor Lillehammer, ter hoogte van de Mjøsbrua over het Mjøsa-meer, takt de weg aan op de E6, de hoofdroute van Oslo naar Lillehammer.
De weg begint aan de noordkant van Oslo, en eindigt in Gjøvik bij de aansluiting met de E6. Het is een van de hoofdroutes in Oslo. De weg gaat van Oslo langs Nittedal, Hadeland en Toten. Dagelijks rijden 10.800 voertuigen tussen de E6 en Gjøvik en 5.600 voertuigen bij Lygna. Dit neemt toe naar 12.300 voertuigen bij Gran en 19.700 voertuigen bij Gjelleråsen, net buiten Oslo. Dit stijgt naar 27.900 voertuigen in het oosten van Oslo op de expressweg.

## Plaatsen langs de weg
- Gjøvik
- Hunndalen
- Breiskallen
- Raufoss
- Reinsvoll
- Vestre Toten
- Eina
- Jaren
- Gran
- Lunner
- Roa
- Grua
- Harestua
- Hakadal
- Äneby
- Rotnes
- Slattum
- Skytta
- Gjelleråsen
- Skillebekk
- Oslo

Europese wegen:
E6 · E8 · E10 · E12 · E14 · E16 · E18 · E39 · E45 · E69 · E75 · E105 · E134 · E136
Riksveier:
2 · 
3 · 
4 · 
5 · 
7 · 
9 · 
12 · 
13 · 
15 · 
19 · 
20 · 
21 · 
22 · 
23 · 
25 · 
35 · 
36 · 
40 · 
41 · 
42 · 
44 · 
47 · 
52 · 
55 · 
70 · 
73 · 
77 · 
80 · 
83 · 
85 · 
92 · 
93 · 
94 · 
110 · 
111 · 
120 · 
150 · 
156 · 
159 · 
162 · 
163 · 
190 · 
191 · 
200 · 
282 · 
420 · 
451 · 
502 · 
509 · 
510 · 
518 · 
555 · 
562 · 
580 · 
616 · 
617 · 
658 · 
681 · 
706 · 
827 · 
833 · 
853 · 
862 · 
881 · 
887 · 
892 · 
893